# 本町 (蓮田市)
本町（ほんちょう）は、埼玉県蓮田市の町名。現行行政地名は本町のみ。丁番をもたない単独町名である。住居表示実施地区。郵便番号は349-0123。

## 地理
埼玉県東部、蓮田市南部に位置する。南東側で東に、西側で末広に、北西角で見沼町に、北側と北東側で上に隣接する。北東部から南西部にかけて埼玉県道311号蓮田鴻巣線が通る。また、北東部から南部の地区の境界線沿いをJR東北本線（宇都宮線）が通り、蓮田駅が置かれ、その駅前広場が整備されている。
住居表示の実施により成立した。町名は通称地名に由来する。全域が市街化区域に指定されている。主に商業地として利用されており、蓮田市の中心街を形成している。生産緑地地区は存在しない。

### 地価
地価は、2019年（令和元年）7月1日の埼玉県の地価調査によれば、本町3856番2外（住居表示は本町4番4号）の地点で17万2000円/m2となっている。

## 歴史
- 1964年（昭和39年） - 住居表示実施により、大字蓮田の一部から本町が成立[6]。
- 1972年（昭和47年）10月1日 - 蓮田町が市制施行し、蓮田市の町名となる。
- 1985年（昭和60年）10月 - 一部を事業区域に含む[9]蓮田駅西口第一種市街地再開発事業が都市計画決定される[10]。
- 2000年（平成12年）2月 - 蓮田駅西口第一種市街地再開発事業の事業計画が決定される[10]。
- 2018年（平成30年）11月1日 - 蓮田駅西口第一種市街地再開発事業の再開発ビル（プレックス蓮田）建設工事が着手される[10]（2020年10月30日建設工事完了）。
- 2021年（令和3年）3月31日 - 蓮田駅西口第一種市街地再開発事業が完了する[10]。

## 世帯数と人口
2020年（令和2年）9月1日時点の世帯数と人口は以下の通りである。
| 町丁 | 世帯数  | 人口  |
| ---- | ------- | ----- |
| 本町 | 181世帯 | 261人 |

## 小・中学校の学区
市立小・中学校に通う場合、学区は以下の通りとなる。
| 町丁 | 区域 | 小学校                 | 中学校             |
| ---- | ---- | ---------------------- | ------------------ |
| 本町 | 全域 | 蓮田市立蓮田中央小学校 | 蓮田市立蓮田中学校 |

## 交通

### 鉄道
地区内をJR宇都宮線が通り、蓮田駅が所在する。
かつては、本町の南部にあたる地区を武州鉄道が通っており、同鉄道の蓮田駅も所在した。

### バス
国際興業バス・朝日自動車・丸建自動車（けんちゃんバス）により、蓮田駅西口・蓮田駅東口発着の路線バスが運行されている。

### 道路
- 埼玉県道311号蓮田鴻巣線
- 都市計画道路蓮田駅西口通線

かつては、国道122号（旧道）も地区の北端部を通り、「岩槻第一踏切」で宇都宮線を渡っていたが、蓮田岩槻バイパスの開通に伴い、上記の県道311号に降格された。

## 施設
- プレックス蓮田
  - 蓮田駅西口行政センター
- 蓮田市 駅西口連絡所 - 西口行政センターの開設に伴ない廃止。西口北側のロータリーに面した場所にあった。
- 蓮田駅東口第1自転車駐車場
- 蓮田駅西口自転車駐車場
- 蓮田一心会病院
- 埼玉りそな銀行蓮田支店
- 武蔵野銀行蓮田支店